# ترلي
التُّرُلّي (من التركية وتعني المُشكّل) هو طبق كسرولة من المطبخ التركي. وهي مصنوعة من يخنة الخضار وقد تشمل اللحوم المطهية أيضًا. توجد أطباق مشابهة في مطابخ البلقان.

تختلف المكونات الأساس للترلي اختلافًا كبيرًا. يشتمل الطبق عادة على البطاطا والباذنجان والبامية. يمكن إضافة الفاصوليا الخضراء والفلفل والجزر والكوسة والطماطم والبصل والثوم أيضًا. تُصنع نسخ اللحوم من لحم البقر أو الضأن. المكونات الأخر المعتادة هي زيت الطهي الماء والملح والفلفل الأسود أو الفلفل الأحمر المطحون ومعجون الطماطم أو الصلجة. تُخلط كل هذه المكونات وتخبز في الفرن. يمكن تقديم الطبق مع الأرز والزبادي على الجانب.

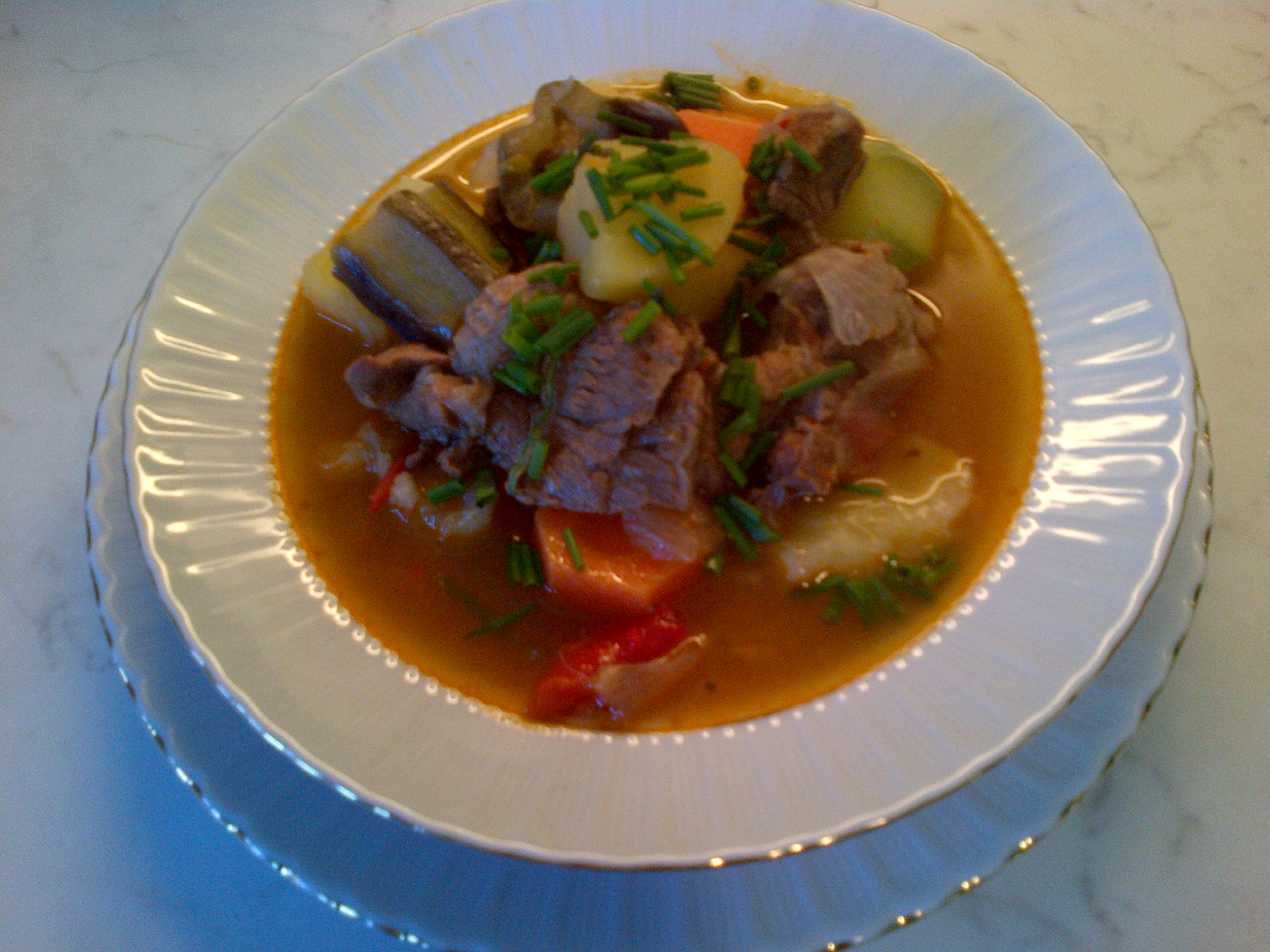
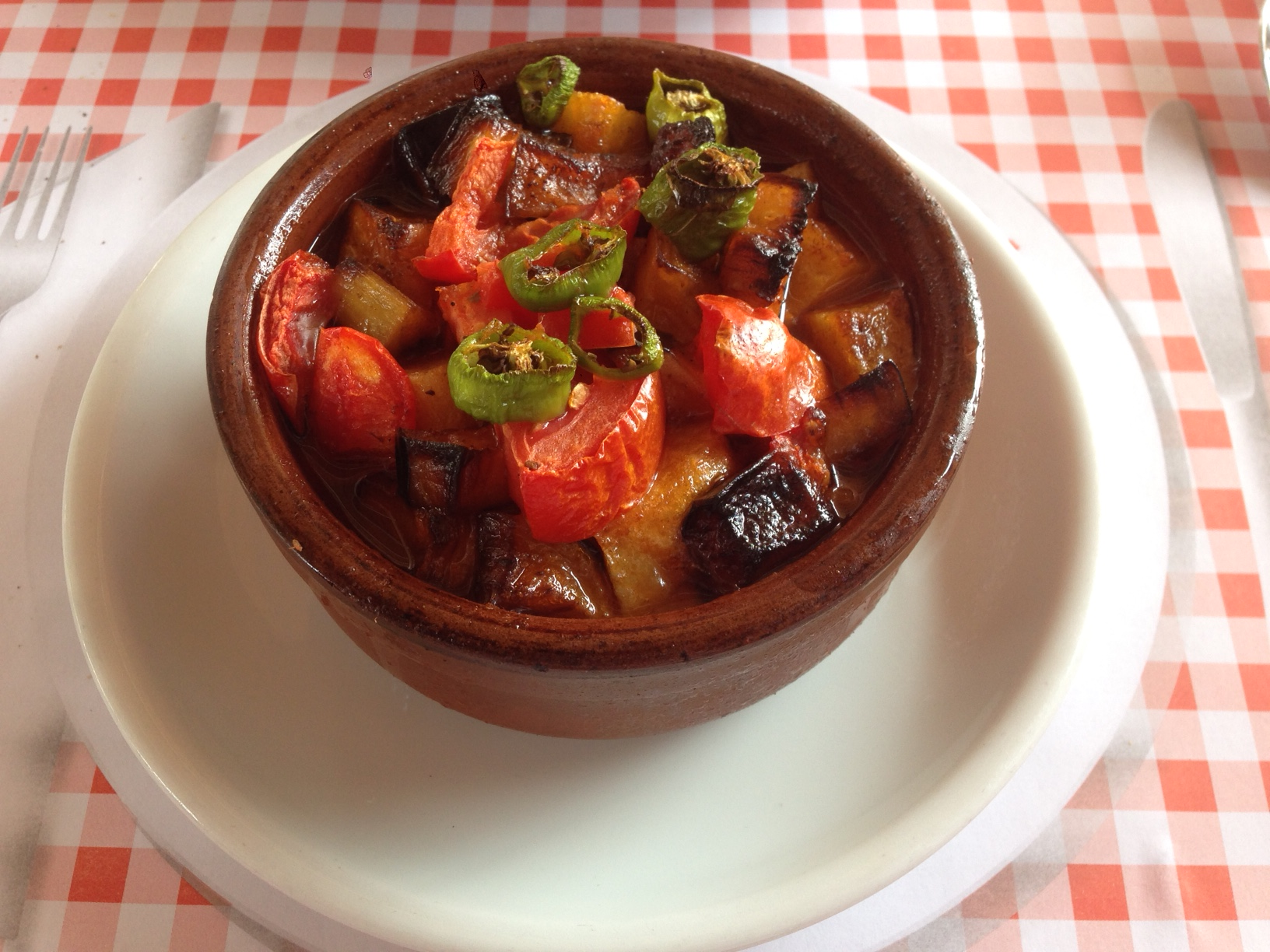